# Jean-François Houbigant
Jean-François Houbigant (Parijs, 21 december 1752 – aldaar, 22 oktober 1807) was een Franse parfumeur die de op een na oudste parfumerie van Frankrijk - tevens de oudste van Parijs - oprichtte. Hij richtte in 1775 een bescheiden winkel op aan de rue du Faubourg-Saint-Honoré 57 (die nummer 19 zou worden toen de straat in 1806 werd hernummerd).